# M To M
엠투엠(M To M)은 대한민국의 뮤니트엔터테인먼트 소속 3인조 남성 보컬 그룹으로, 2004년 3월 11일에 데뷔하였다. 그룹명은 Mind to Music의 머리글자에서 따왔으며, '사람에서 사람으로'라는 뜻으로 팬들과 직접 교감하겠다는 의미를 담았다 한다.
2000년대 중반 눈물 젖은 감성으로 전국을 강타하여 전성기를 누렸다. 2013년 5월, 정진우와 최아인이 그룹에서 탈퇴하면서 M To M은 1인 체제로 유지되고 있다.

## 멤버
| 이름   | 소개 |
| ------ | --- |
| 손준혁 | - 이름 : 손준혁 - 생년월일 : 1984년 1월 27일(41세) - 출생지 : 대한민국 - 포지션 : 리더 / 보컬 - 학력: 경희대학교 - 데뷔: M To M 1집 사랑한다 말해줘 |

### 전 멤버
| 이름   | 소개 |
| ------ | --- |
| 김진호 | - 이름 : 김진호 - 생년월일 : 1986년 5월 21일(39세) - 출생지 : 대한민국 서울특별시 - 데뷔: SG 워너비 1집 앨범 [SG Wanna Be+] - 학력: 경희대학교 포스트모던음악학과 - 참여 음반: 1집 사랑한다 말해줘, 2집 M To M (객원 보컬) - 현 활동그룹: SG워너비 |
| 김성태 | - 본명 : 김성태 - 생년월일 : 1985년 8월 28일(39세) - 출생지 : 대한민국 - 데뷔: M To M 2집 M To M - 참여 음반 : Good Bye (Digital Single) - 현 활동그룹 : 포스트맨                                                                                  |
| 이창현 | - 이름 : 이창현 - 생년월일 : 1986년 12월 5일(38세) - 출생지 : 대한민국 대구광역시 - 데뷔: 싱글 앨범 [Virus] - 참여 음반: 1004 (너는 내운명 2) (Digital Single) - 현 활동: JD (제이디)                                                              |
| 정진우 | - 이름 : 정진우 - 생년월일 : 1985년 9월 12일(39세) - 출생지 : 대한민국 대구광역시 - 포지션 : 보컬 - 학력: 동아방송예술대학 영상음악과 - 데뷔: 영화 내 사랑 싸가지 OST '운명' - 현 활동그룹 : 유튜버 - 참가프로 : 해피선데이 남자의자격 합창단      |
| 최아인 | - 본명 : 최정환 - 생년월일 : 1988년 5월 6일(37세) - 출생지 : 대한민국 서울특별시 - 포지션 : 보컬 - 데뷔: M To M 2집 앨범 M To M - 현 활동그룹 : 제이투엠 - 참가프로 : 경기방송 라디오 〈엠투엠 정환의 한밤나라〉                                   |

## 음반 활동

### 정규 앨범
- 2004년 3월 10일 1집 사랑한다 말해줘
- 2005년 9월 2일 2집 M To M
- 2007년 12월 6일 3집 The Colorful Voices

### 비정규 앨범
- 2007년 9월 18일 못된 남자 (Single)
- 2008년 11월 27일 One Day (Digital Single)
- 2009년 7월 30일 1004 (너는 내운명 2) (Digital Single)
- 2009년 10월 26일 Good Bye (Digital Single)
- 2009년 11월 16일 ReBUILD MtoM (Digital Single)
- 2010년 3월 18일 The Soul Of Men (Digital Single)
- 2010년 4월 8일 위기일발 풍년빌라 OST Part. 2
- 2010년 5월 18일 기념사진 (Digital Single)
- 2010년 7월 27일 The Artist (조덕배 25주년 기념앨범 Part.5)
- 2010년 10월 5일 닥터챔프 OST Part.3
- 2010년 12월 20일 박근태 Black Label 1 (Single)
- 2011년 2월 21일 미쳐 (Single)
- 2011년 3월 10일 이런 쓰레기같은... (EP)
- 2011년 6월 17일 안 괜찮아
- 2012년 7월 31일 2012 런던 올림픽 MBC 공식 응원가 Part.1 - Fly High

### 참여 앨범
- 행복한 널 보고싶어 투명인간 최장수 OST
- 2004년 9월 2일 매직 O.S.T
- 2006년 1월 20일 Love Letter
- 2008년 3월 13일 숙명 O.S.T
- 2008년 3월 27일 All Star 2집
- 2008년 4월 15일 2008 연가
- 2008년 6월 23일 밤이면 밤마다 O.S.T
- 2008년 8월 27일 에덴의 동쪽 O.S.T
- 2010년 1월 6일 파스타 OST Part. 1
- 2010년 2월 9일 파스타 OST Part. 3
- 2010년 5월 7일 위기일발 풍년빌라 OST Part. 3
- 2010년 7월 1일 전우 OST Part.2
- 2010년 7월 9일 전우 OST
- 2010년 7월 16일 결혼해주세요 OST Part.1
- 2010년 9월 16일 결혼해주세요 OST
- 2010년 9월 28일 슈퍼스타K 2
- 2010년 11월 8일 닥터챔프 OST
- 2011년 5월 24일 내게 거짓말을 해봐 OST Part 2

## SG워너비와 M To M의 관계
- SG워너비와 M To M은 연습생 시절부터 같은 소속사 출신이었고, 같은 라인업(추구하는 음악, 제작자, 작곡가)을 가지고 있었다. 여기에다가 M To M의 1집과 2집을 김진호가 객원가수로 참여함으로써, SG워너비와 M To M의 경계를 구분짓기가 모호했다. 그러다 보니 M To M은 SG워너비의 '아류'라는 말을 듣기도 했다.[1][2]